# Херемі Перальта
Херемі Ренсо Перальта Гонсалес (ісп. Jeremy Renzo Peralta González; нар. 27 березня 2003, Гуаякіль, провінція Гуаяс) — еквадорський борець греко-римського стилю, срібний призер Панамериканського чемпіонату, бронзовий призер Панамериканських ігор.

## Життєпис
Херемі, його мати та троє братів і сестер живуть у кооперативі Cristal у Гуасмо, на південь від Гуаякіля. 
Тренується у спортивному центрі Huancavilca в центрі Гуаякіля під керівництвом кубинця Едуардо Пуентеса, який допомагав свому підопічному, коли в того були фінансові проблеми, оплачуючи його витрати на дорогу та обід. 
Херемі багаторазовий призер Панамериканських чемпіонатів у молодших вікових групах. Серед іншого був чкмпіоном Панамериканських чемпіонатів серед кадетів та молоді, бронзовим призером Панамериканських ігор серед молоді, срібним призером Літних юнацьких Олімпійських ігор.
Херемі допомагає своїй родині місячною зарплатою, яку він отримує за участь у програмі High Performance Plan.

## Спортивні результати на міжнародних змаганнях

### Виступи на Чемпіонатах світу
| Змагання                        | Збірна  | Вагова категорія                 | Місце |
| ------------------------------- | ------- | -------------------------------- | ----- |
| Чемпіонат світу з боротьби 2023 | Еквадор | греко-римська боротьба, до 60 кг | 32    |

### Виступи на Панамериканських чемпіонатах
| Змагання                                   | Збірна  | Вагова категорія                 | Місце  |
| ------------------------------------------ | ------- | -------------------------------- | ------ |
| Панамериканський чемпіонат з боротьби 2021 | Еквадор | греко-римська боротьба, до 60 кг | 7      |
| Панамериканський чемпіонат з боротьби 2023 | Еквадор | греко-римська боротьба, до 60 кг | Срібло |
| Панамериканський чемпіонат з боротьби 2024 | Еквадор | греко-римська боротьба, до 60 кг | 8      |

### Виступи на Панамериканських іграх
| Змагання                  | Збірна  | Вагова категорія                 | Місце  |
| ------------------------- | ------- | -------------------------------- | ------ |
| Панамериканські ігри 2023 | Еквадор | греко-римська боротьба, до 60 кг | Бронза |

### Виступи на інших змаганнях
| Змагання                                 | Збірна  | Вагова категорія                 | Місце |
| ---------------------------------------- | ------- | -------------------------------- | ----- |
| Боліваріанські ігри 2022                 | Еквадор | греко-римська боротьба, до 60 кг | 4     |
| Меморіал Імре Поляка та Яноша Варги 2023 | Еквадор | греко-римська боротьба, до 60 кг | 21    |

### Виступи на змаганнях молодших вікових груп
| Змагання                                                 | Збірна  | Вагова категорія                 | Місце  |
| -------------------------------------------------------- | ------- | -------------------------------- | ------ |
| Панамериканський чемпіонат з боротьби серед кадетів 2018 | Еквадор | греко-римська боротьба, до 45 кг | Золото |
| Чемпіонат світу з боротьби серед кадетів 2018            | Еквадор | греко-римська боротьба, до 45 кг | 16     |
| Літні юнацькі Олімпійські ігри 2018                      | Еквадор | греко-римська боротьба, до 45 кг | Срібло |
| Панамериканський чемпіонат з боротьби серед кадетів 2019 | Еквадор | вільна боротьба, до 51 кг        | 10     |
| Панамериканський чемпіонат з боротьби серед кадетів 2019 | Еквадор | греко-римська боротьба, до 48 кг | Срібло |
| Панамериканський чемпіонат з боротьби серед юніорів 2021 | Еквадор | греко-римська боротьба, до 60 кг | Срібло |
| Панамериканські ігри серед юніорів 2021                  | Еквадор | греко-римська боротьба, до 60 кг | Бронза |
| Чемпіонат світу з боротьби серед молоді 2021             | Еквадор | греко-римська боротьба, до 60 кг | 16     |
| Панамериканський чемпіонат з боротьби серед молоді 2022  | Еквадор | вільна боротьба, до 61 кг        | 6      |
| Панамериканський чемпіонат з боротьби серед молоді 2022  | Еквадор | греко-римська боротьба, до 60 кг | Срібло |
| Панамериканський чемпіонат з боротьби серед молоді 2023  | Еквадор | греко-римська боротьба, до 60 кг | Золото |
| Чемпіонат світу з боротьби серед молоді 2023             | Еквадор | греко-римська боротьба, до 60 кг | 12     |
| Панамериканський чемпіонат з боротьби серед молоді 2024  | Еквадор | греко-римська боротьба, до 63 кг | Срібло |